# Мейхана
Мейхана́ (азерб. Meyxana; від перс. «мей» — вино и «хане» — дім) — азербайджанська народна музично-поетична творчість, своєрідні речитативні імпровізації, ритмічна поезія, схожа на сучасний реп.
Під час виконання мейхани поети-мейханівці, імпровізуючи, змагаються одне з одним, складаючи та виконуючи на ходу, без попередньої підготовки, гострі куплети на актуальні теми. Риму і приспів узгоджують заздалегідь. Під цей приспів і риму виконують перший куплет мейхани, після чого інший виконавець читає наступний, який сам же склав щойно. Після цього черга знову переходить до першого механівця, або до третього, якщо виконавців більше. Куплети зазвичай читають під простий музичний акомпанемент.
2012 року в інтернеті набуло популярності відео мейхани на приспів «Ты кто такой? Давай, до свидания!».